# 真大道教
真大道教（しんだいどうきょう）は、中国の金朝時期に、劉徳仁（1122年 - 1180年）が創始した道教の一派である。元朝の末年に至り法系が途絶えた。

## 歴史
教祖の劉徳仁は、滄州楽陵県（山東省商河県）の人であったが、靖康の変に遭遇して塩山県（河北省塩山県）に移住した。金の皇統2年（1142年）、劉徳仁に、太上老君と自称する一老人が降下して、『老子道徳経』を授与され、感ずるところがあって、大いに修行に励み、その後38年間に及ぶ伝道を開始した。大定中（1161年 - 1189年）には、金朝の領内のほぼ全域に伝播させることが出来た。
元朝では、真大道教は、天宝宮と玉虚観の両派に分派した。玉虚観の第5代・李希安の代より、真大道教に改称した。更に、泰定3年（1326年）以後には、次第に全真教の中に吸収されて行った。
真大道教では、「守気養神」が主張され、自力で生活し、苦節して寡欲であることを提唱して、上天昇化、不老長生を談ぜず、尚お且つ儒家思想を自己の体系中に吸収していた。その外、真大道教には出家制度が存在した。この時代、南方では、林霊素らの祈祷を中心とした正一教が主流となっており、他の新興教派と同様に、その教風には、現状に対する革新的な意義が見られる。

## 伝承
- 第1代：劉徳仁（1122年 - 1180年）
- 第2代：陳師正（？ - 1194年）
- 第3代：張信真（1164年 - 1218年）
- 第4代：毛希琮（1186年 - 1223年）
- 第5代：燕京天宝宮：酈希誠
- 玉虚観：李希安